# Iglesia de San Mateo (Lorca)
La iglesia de San Mateo de Lorca (Región de Murcia, España), se construyó en virtud de una concesión hecha por el rey Carlos III de España, sobre terreno y obras procedentes de los jesuitas.
La construcción es de estilo barroco iniciada a mediados del siglo XVIII. A finales del siglo se cubrieron las naves hasta el crucero y se reanudó la fachada hasta la conclusión de buena parte de la portada. A lo largo del siglo XIX se construye una de las dos torres proyectadas y a finales del siglo se terminan las obras del crucero, presbiterio, camarín, sacristía y dependencias anexas. Por último, entre 1890 y 1897 la esbelta cúpula, debida al proyecto y dirección de obra del arquitecto Justo Millán, formada por un cuerpo de luces poligonal y que decorativamente recoge soluciones renacentistas.
Tiene planta de cruz latina, con cúpula en el centro del crucero y capillas a los lados de la nave con galería sobre ellas y balcones sobre arcos de medio punto.